# أندرسون دا سيلفا
أندرسون دا سيلفا (12 مايو 1975 بفولتا ريدوندا في البرازيل - ) هو لاعب كرة قدم برازيلي في مركز الدفاع. لعب مع Persik Kediri ‏ ونادي فولتا ريدوندا وميترا كوكار ‏ وPSS Sleman ‏ وبيرسيبايا سورابايا وCentro de Futebol Zico Sociedade Esportiva ‏ وMadiun Putra F.C. ‏.

## وصلات خارجية
- أندرسون دا سيلفا على موقع قاعدة بيانات كرة القدم.إي يو (الإنجليزية)